# Erzbistum Cebu
Das Erzbistum Cebu (lat.: Archidioecesis Nominis Iesu o Caebuana) ist eine Diözese der römisch-katholischen Kirche auf den Philippinen mit Sitz in Cebu City.

## Weblinks

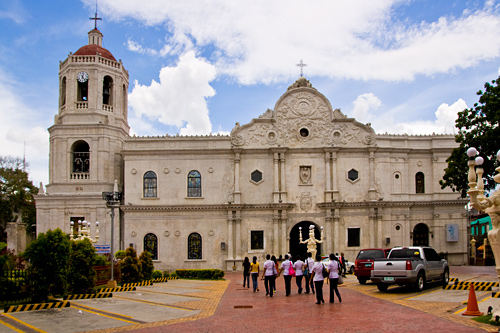
Kathedrale des Erzbistums Cebu

## Geschichte
Es wurde 1595 als Bistum Cebu aus dem Bistum Manila heraus errichtet und 1934 zum Erzbistum erhoben. Sein Gebiet umfasst die Insel Cebu. Das Bistum gab am 17. September 1902 Teile seines Territoriums zur Gründung der Apostolischen Präfektur Marianen ab. Im Jahre 2016 gehörten ihm 4,3 Millionen Menschen an, das sind 88 Prozent der Bevölkerung Cebus.